# Persone di nome Raoul
| Questa pagina contiene informazioni ricavate automaticamente dalle voci biografiche con l'ausilio del template Bio e di un bot. L'aggiornamento è periodico e automatico e ricostruisce completamente la pagina. Se manca una persona in questa lista, sei pregato di non aggiungerla, ma accertati piuttosto che la sua voce biografica contenga il template Bio e che i dati anagrafici siano correttamente compilati. Se il template Bio manca, inseriscilo tu stesso o, in alternativa, metti l'avviso {{tmp\|Bio}} che ne segnala la mancanza. Se i dati riportati sono sbagliati, correggi direttamente la voce biografica; le modifiche saranno visibili in questa lista entro pochi giorni. Per chiarimenti vedi il progetto antroponimi. La lista contiene solo le 92 persone che sono citate nell'enciclopedia e per le quali è stato implementato correttamente il template Bio. Pagina aggiornata al 6 ago 2025. |

Questa è una lista di persone presenti nell'enciclopedia che hanno il nome Raoul, suddivise per attività principale.

## Abati(1)
- Raoul di Bourges, abate, arcivescovo e santo franco (Turenne - Bourges, † 866)

## Allenatori di calcio(3)
- Raoul Caudron, allenatore di calcio francese (Parigi, n. 1883 - Antibes, † 1958)
- Raoul Schollhammer, allenatore di calcio e calciatore francese (Pargny-sur-Saulx, n. 1932 - Sète, † 2022)
- Raoul Savoy, allenatore di calcio svizzero (Sainte-Croix, n. 1973)

## Allenatori di calcio a 5(1)
- Raoul Albani, allenatore di calcio a 5, dirigente sportivo e ex calciatore italiano (Trevignano Romano, n. 1957)

## Allenatori di pallacanestro(1)
- Raoul Korner, allenatore di pallacanestro austriaco (Vienna, n. 1974)

## Antropologi(1)
- Weston La Barre, antropologo statunitense (Uniontown, n. 1911 - Chapel Hill, † 1996)

## Arbitri di calcio(1)
- Raoul Righi, arbitro di calcio italiano (Modena, n. 1921 - Milano, † 2013)

## Architetti(1)
- Raoul Puhali, architetto e ingegnere italiano (Pola, n. 1904 - Trieste, † 1980)

## Arcivescovi cattolici(1)
- Raoul Roussel, arcivescovo cattolico francese (Villedieu-les-Poêles - Rouen, † 1452)

## Artisti(1)
- Raoul Hausmann, artista austriaco (Vienna, n. 1886 - Limoges, † 1971)

## Astronomi(1)
- Raoul Behrend, astronomo svizzero (n. 1964)

## Attori(4)
- Raoul Aslan, attore, regista e direttore teatrale austriaco (Salonicco, n. 1886 - Seewalchen am Attersee, † 1958)
- Raoul Bova, attore italiano (Roma, n. 1971)
- Raoul Grassilli, attore italiano (Bologna, n. 1924 - Bologna, † 2010)
- Raoul Trujillo, attore e ballerino statunitense (Santa Fe, n. 1955)

## Aviatori(1)
- Raoul Stojsavljevic, aviatore e militare austro-ungarico (Innsbruck, n. 1887 - a nord di Garmisch-Partenkirchen, † 1930)

## Calciatori(14)
- Raoul Bellanova, calciatore italiano (Rho, n. 2000)
- Raoul Bortoletto, calciatore e allenatore di calcio italiano (Treviso, n. 1925 - Treviso, † 2003)
- Raoul Chaisaz, calciatore francese (n. 1908 - † 1978)
- Raoul Coulon, calciatore vanuatuano (Port Vila, n. 1995)
- Raoul Diagne, calciatore francese (Saint-Laurent-du-Maroni, n. 1910 - Créteil, † 2002)
- Raoul Dutheil, calciatore francese (n. 1889 - † 1945)
- Raoul Giger, calciatore svizzero (Aarau, n. 1997)
- Raoul Giraudo, calciatore francese (Aix-en-Provence, n. 1932 - Cerizay, † 1995)
- Raoul Greiner, calciatore italiano (Fiume, n. 1901 - † 1992)
- Raoul Gressier, calciatore francese (Calais, n. 1885 - Tahure, † 1915)
- Raoul Kouakou, ex calciatore ivoriano (Abidjan, n. 1980)
- Raoul Lambert, ex calciatore belga (Oostkamp, n. 1944)
- Raoul Loé, ex calciatore camerunese (Courbevoie, n. 1989)
- Raoul Petretta, calciatore italiano (Rheinfelden, n. 1997)

## Cantanti(1)
- Raoul Lovecchio, cantante e attore italiano (Foggia, n. 1939)

## Cantautori(1)
- Raoul Vázquez, cantautore e musicista spagnolo (Montgat, n. 1997)

## Ciclisti su strada(1)
- Raoul Rémy, ciclista su strada francese (Marsiglia, n. 1919 - Marsiglia, † 2002)

## Compositori(1)
- Raoul Laparra, compositore francese (Bordeaux, n. 1876 - Boulogne-Billancourt, † 1943)

## Costumisti(1)
- Raoul Pène Du Bois, costumista statunitense (New York, n. 1914 - New York, † 1985)

## Criminali(1)
- Raoul Villain, criminale e attivista francese (Reims, n. 1885 - Ibiza, † 1936)

## Diplomatici(2)
- Raoul Nordling, diplomatico svedese (Parigi, n. 1882 - Parigi, † 1962)
- Raoul Wallenberg, diplomatico e filantropo svedese (Lidingö, n. 1912)

## Direttori della fotografia(1)
- Raoul Coutard, direttore della fotografia francese (Parigi, n. 1924 - Labenne, † 2016)

## Direttori teatrali(1)
- Raoul Gunsbourg, direttore teatrale, impresario teatrale e compositore rumeno (Bucarest, n. 1860 - Monte Carlo, † 1955)

## Disc jockey(1)
- Zany, disc jockey e produttore discografico olandese (Veldhoven, n. 1974)

## Disegnatori(1)
- Raoul Verdini, disegnatore, illustratore e giornalista italiano (Roma, n. 1899 - Roma, † 1981)

## Fisici(1)
- Raoul Gregory Vitale, fisico, musicologo e storico siriano (Latakia, n. 1928 - † 2003)

## Fotografi(1)
- Raoul Ubac, fotografo, pittore e incisore belga (Malmedy, n. 1910 - Dieudonné, † 1985)

## Fumettisti(2)
- Raoul Barré, fumettista e animatore canadese (Montréal, n. 1874 - Montréal, † 1932)
- Raoul Traverso, fumettista italiano (Genova, n. 1915 - † 1993)

## Generali(3)
- Raoul Cédras, generale haitiano (Jérémie, n. 1949)
- Raoul Le Mouton de Boisdeffre, generale francese (Alençon, n. 1839 - Parigi, † 1919)
- Raoul Salan, generale francese (Roquecourbe, n. 1899 - Parigi, † 1984)

## Giornalisti(1)
- Raoul Follereau, giornalista, filantropo e poeta francese (Nevers, n. 1903 - Parigi, † 1977)

## Ingegneri(2)
- Raoul Grimoin-Sanson, ingegnere, imprenditore e inventore francese (Elbeuf, n. 1860 - Oissel, † 1941)
- Raoul Mesnier de Ponsard, ingegnere portoghese (Porto, n. 1848 - Inhambane, † 1914)

## Matematici(1)
- Raoul Bott, matematico ungherese (Budapest, n. 1923 - San Diego, † 2005)

## Militari(2)
- Raoul Achilli, militare italiano (Pesaro, n. 1921 - battaglia di Nikolajewka, † 1943)
- Raoul V Le Flamenc, militare francese (Piccardia - † 1288)

## Monaci cristiani(1)
- Raoul de la Futaie, monaco cristiano francese († 1129)

## Musicisti(1)
- Raoul Casadei, musicista e compositore italiano (Gatteo, n. 1937 - Cesena, † 2021)

## Nobili(3)
- Raoul II di Brienne, nobile francese (Parigi, † 1350)
- Raoul d'Ivry, nobile normanno
- Raoul de Ferier, nobiluomo normanno

## Piloti automobilistici(1)
- Raoul Hyman, pilota automobilistico sudafricano (Durban, n. 1996)

## Pittori(4)
- Raoul Allegri, pittore e grafico italiano (Parma, n. 1905 - Parma, † 1969)
- Raoul Dal Molin Ferenzona, pittore, scrittore e incisore italiano (Firenze, n. 1879 - Milano, † 1946)
- Raoul Dufy, pittore e scenografo francese (Le Havre, n. 1877 - Forcalquier, † 1953)
- Raoul André Ulmann, pittore francese (Parigi, n. 1867 - Parigi, † 1932)

## Poeti(2)
- Raoul Ponchon, poeta e giornalista francese (La Roche-sur-Yon, n. 1848 - Parigi, † 1937)
- Raoul de Houdenc, poeta francese (n. 1165 - † 1230)

## Politici(6)
- Raoul Caretti, politico italiano (Ferrara, n. 1859 - Ferrara, † 1942)
- Raoul Dautry, politico francese (Montluçon, n. 1880 - Lourmarin, † 1951)
- Raoul Hedebouw, politico belga (Liegi, n. 1977)
- Raoul Russo, politico italiano (Palermo, n. 1971)
- Raoul Urbain, politico francese (Condé-sur-Noireau, n. 1837 - Parigi, † 1902)
- Raoul Zaccari, politico italiano (Bordighera, n. 1916 - Bordighera, † 1977)

## Registi(3)
- Raoul Peck, regista, sceneggiatore e politico haitiano (Port-au-Prince, n. 1953)
- Raoul Servais, regista e sceneggiatore belga (Ostenda, n. 1928 - Middelkerke, † 2023)
- Raoul Walsh, regista cinematografico, attore e sceneggiatore statunitense (New York, n. 1887 - Simi Valley, † 1980)

## Rivoluzionari(1)
- Raoul Rigault, rivoluzionario francese (Parigi, n. 1846 - Parigi, † 1871)

## Schermidori(3)
- Raoul Årmann, schermidore svedese (Stora Mellösa, n. 1895 - Mariefred, † 1975)
- Raoul Heide, schermidore norvegese (Parigi, n. 1888 - Sartrouville, † 1978)
- Raoul Henkaert, schermidore belga (Bruxelles, n. 1907 - † 1955)

## Scrittori(3)
- Raoul Maria De Angelis, scrittore, giornalista e pittore italiano (Terranova da Sibari, n. 1908 - Roma, † 1990)
- Raoul Precht, scrittore, poeta e traduttore italiano (Roma, n. 1960)
- Raoul Vaneigem, scrittore e giornalista belga (Lessines, n. 1934)

## Scultori(1)
- Raoul Vistoli, scultore, disegnatore e illustratore italiano (Fusignano, n. 1915 - Roma, † 1990)

## Storici(2)
- Raoul Manselli, storico italiano (Napoli, n. 1917 - Roma, † 1984)
- Raoul Pupo, storico italiano (Trieste, n. 1952)

## Tenori(1)
- Raoul Jobin, tenore canadese (Québec, n. 1906 - Québec, † 1974)

## Tiratori a segno(1)
- Raoul de Boigne, tiratore a segno francese (Ginevra, n. 1862 - Ouveillan, † 1949)

## Trovatori(1)
- Raoul de Beauvais, trovatore francese

## Senza attività specificata(2)
- Raoul Gueguen, ex pentatleta francese (Garlan, n. 1947)
- Raoul de Soissons, francese (n. 1210 - † 1273)